# Jan Walenty Tomaka
Jan Walenty Tomaka (Nowa Wieś; 15 de Janeiro de 1949 — ) é um político da Polónia. Ele foi eleito para a Sejm em 25 de Setembro de 2005 com 7915 votos em 23 no distrito de Rzeszów, candidato pelas listas do partido Platforma Obywatelska.
Ele também foi membro da Sejm 2001-2005.